# Neck Deep
Neck Deep är ett walesiskt poppunk-band från Wrexham. Bandet bildades 2012 av Ben Barlow och Lloyd Roberts. bandet består 2018 av fem medlemmar och har släppt tre album, Wishful Thinking (2014), Life's Not Out To Get You (2015) samt The Peace And The Panic (2017). Bandet har också tidigare släppt två stycken EPs Rain In July (2012) och A History Of Bad Decisions (2013).